# 羽田航空少年団
羽田航空少年団（はねだこうくうしょうねんだん）は、航空に関する知識・団体体験活動を通じて青少年の健全な育成を目的とし、一般財団法人 空港振興・環境整備支援機構が主催する航空少年団を本部とする、全国に19ある団の一つ。
羽田団は羽田空港に隣接した羽田地区に事務所を置き、理事等の役員は全員がボランティアである。団の行事は月一回、日曜日を中心に活動を行っている。
羽田団の特徴は、航空会社訪問による旅客機クルーの仕事や訓練内容見学や航空機整備場などの航空関連施設の見学を行うこと、モーターグライダーやフライトシミュレーターなどの搭乗体験を行うこと、ユニセフに協力した募金活動の実施などである。

## 活動内容
- 航空に関する学習会
- 心身を鍛えるための団体活動
- 空港や航空関係施設の見学と体験搭乗
- その他、各地域に根ざした活動

## 羽田団の結団時期及び本部
- 結団時期：1988年（昭和63年）10月
- 本部：一般財団法人 空港振興･環境整備支援機構　少年団本部

　　　東京都港区芝公園1-3-1　留園ビル5階

## 年間活動の例
行事内容：場所
- 4月　モーターグライダー体験搭乗：千葉県 関宿
- 5月　団体行動訓練と模型飛行機製作及び飛行競技：東京海洋大学
- 6月　スカイフレンドの集い（総会）：品川区 きゅりあん
- 7月　航空スポーツ教室 気球体験搭乗：東京 お台場
- 8月　フライトシミュレーター体験：東京新橋
- 9月　空の日行事参加：羽田空港
- 10月　航空教室と野外パーティー：城南島海浜公園
- 11月　東京国際空港航空機給油施設見学：羽田地区
- 12月　ユニセフ募金：羽田空港
- 12月　さよならパーティー：品川区 きゅりあん
- 1月　フライトシミュレーター体験：東京新橋
- 2月　JAL Sky Museum見学：羽田地区
- 3月　JAL航務業務及び客室乗務員室見学：羽田地区

## 団長名
- 団長　飯沼勘治郎